# Mostefa Benmansour
Mostefa Benmansour, né le 17 novembre 1944 à El Keurt (Mascara), est un haut fonctionnaire et homme politique algérien.
Diplômé de l'ENA, il entre en 1968 en tant qu'administrateur au ministère du commerce, avant de rejoindre le ministère de l’intérieur en 1971.
En 1978, il est nommé chef de la Daïra d'El Milia dans la wilaya de Jijel, puis secrétaire-général wilaya de Ghardaia de 1984 à 1989, avant de devenir successivement wali d'El Bayadh, Tizi Ouzou, puis Annaba.
En 1995, il devient brièvement ministre de l’intérieur puis ministre des affaires étrangères avant de revenir à l'intérieur, poste qu'il occupe jusqu'en 1998.

## Fonctions
Ses principales fonctions occupées sont :
1. (1989-1990), Wali d'El Bayadh.
2. (1991-1994), Wali de Tizi Ouzou.
3. 1989, Wali d'El Bayadh.
4. 1994, Wali de Tizi Ouzou[5].
5. (1994-1995), Wali d'Annaba[6].
6. 1995, Ministre de l’intérieur, des collectivités locales, de l’environnement et de la réforme administrative.
7. 1995, Ministre des affaires étrangères.
8. (1995-1998), Ministre de l'intérieur, des collectivités locales et de l'environnement.

## Itinéraire
| N° | Fonction           | Début           | Fin             |
| -- | ------------------ | --------------- | --------------- |
| 01 | Wali d'El Bayadh   | 26 juillet 1989 | 29 juillet 1990 |
| 02 | Wali de Tizi Ouzou | 21 août 1991    | 30 juin 1994    |